# Крайнов, Степан Матвеевич
Степан Матвеевич Крайнов (1920—2005) — советский офицер-танкист, во время Великой Отечественной войны командир танка Т-34 52-й гвардейской танковой бригады 6-го гвардейского Киевско-Берлинского танкового корпуса 3-й гвардейской танковой армии 1-го Украинского фронта,  Герой Советского Союза (1944). На момент присвоения звания Героя — гвардии младший лейтенант, впоследствии — майор.

## Биография
Родился 14 ноября 1920 года в селе Базарные Матаки (ныне Алькеевского района республики Татарстан) в семье крестьянина. Русский. В 1923 году с матерью переехал в город Горький (ныне Нижний Новгород). Окончил 10 классов школы № 19 Автозаводского района. В 1941 году окончил 3 курса Горьковского института инженеров водного транспорта.
В РККА с октября 1941 года. В апреле 1942 года окончил Курсы усовершенствования командного состава (КУКС) при Ленинградском бронетанковом училище в городе Магнитогорске.
В действующей армии с мая 1942 года. Был командиром танка, танкового взвода. Воевал на Калининском и 1-м Украинском фронтах. Член ВКП(б) с февраля 1945 года. В боях трижды ранен.
Участвовал:
- в боях за город Ржев — в 1942-43 годах;
- в Духовщинской наступательной операции — в 1943;
- в Львовско-Сандомирской операции, в освобождении городов Золочёв, Яворов, Янув, в форсировании реки Висла и боях на Сандомирском плацдарме — в 1944;
- в Висло-Одерской операции, в том числе в освобождении городов Радомско, Глейвиц (Гливище), в завоевании двух плацдармов на Одере в районе Оппельна (Ополе) и Бреслау (Вроцлав), в Берлинской операции, в боях в районе города Барут и уличных боях в Берлине, в освобождении Праги — в 1945.

Командир танка 52-й гвардейской танковой бригады 6-го гвардейского Киевско-Берлинского танкового корпуса гвардии младший лейтенант Крайнов отличился 13 августа 1944 года. Во время разведки на Сандомирском плацдарме у населённого пункта Мокре (западнее города Сташув, Польша) экипаж танка, находясь в засаде, в упор расстрелял 20 двигавшихся при поддержке пехоты танков, уничтожив 2 «королевских тигра» и много солдат и офицеров противника. В этом бою С. М. Крайнов с экипажем уничтожил два танка противника.
Указом Президиума Верховного Совета СССР от 23 сентября 1944 года «за образцовое выполнение боевых заданий командования на фронте борьбы с немецко-фашистскими захватчиками и проявленные при этом мужество и героизм» гвардии младшему лейтенанту Крайнову Степану Матвеевичу присвоено звание Героя Советского Союза с вручением ордена Ленина и медали «Золотая Звезда» (№ 4660).
С 1946 года майор С. М. Крайнов — в запасе. В 1949 году окончил Вологодский молочный институт. Работал инженером-технологом и главным инженером Дальнеконстантиновского молочного завода, инженером по оборудованию Горьковского областного управления Росглавмолпром. После выхода на пенсию жил в Нижнем Новгороде.
Умер 20 июля 2005 года. Похоронен в Нижнем Новгороде на Старо-автозаводском кладбище.

## Награды и звания
- Герой Советского Союза (23 сентября 1944);
- орден Ленина (23 сентября 1944);
- орден Отечественной войны I степени (11 марта 1985);
- 2 ордена Красной Звезды (6 августа 1944, 15 марта 1945);
- медали.
- Почётный гражданин города Нижний Новгород[2].

## Память
В городе Нижний Новгород в память о С. М. Крайнове установлены мемориальные доски на здании Института инженеров водного транспорта и на доме, где он жил последние годы.
В 2020 году, нижегородским кинорежиссёром и блоггером Дмитрием Романовым был снят документальный фильм о подвигах Степана Крайнова, по мотивам книги Тихонова Н.В. и Романова С.Д. "Судьба танкиста".